# Drumlin „Im Hasenbühl“ und „Gegez“
Das Gebiet Drumlin „Im Hasenbühl“ und „Gegez“ ist ein mit Verordnung vom 18. Juli 1938 des Landkreises Überlingen als untere Naturschutzbehörde ausgewiesenes Landschaftsschutzgebiet (LSG-Nummer 4.35.029) im Bereich der baden-württembergischen Gemeinde Owingen im Bodenseekreis in Deutschland.

## Lage
Das 16,5 Hektar große Landschaftsschutzgebiet Drumlin „Im Hasenbühl“ und „Gegez“ gehört naturräumlich zum Linzgau. Es erstreckt sich in zwei Teilflächen nördlich (Im Hasenbühl) und südlich (Gegez) des Owinger Ortsteils Billafingen, östlich der Landesstraße 205 auf einer Höhe von rund 530 bis 577 m ü. NHN

## Geologie
In der Würm-Eiszeit, vor etwa 20.000 Jahren, prägte der Rhein-Vorlandgletscher das Gebiet nördlich des Bodensees. Die Drumlins stellen hier heute die typische Geländeform der Endmoränenlandschaft dar.

## Schutzzweck
Wesentlicher Schutzzweck ist das Erhalten der durch die Eiszeit geschaffenen eindrucksvollen Hügellandschaft (Drumlins) in der jüngeren kuppigen Schmelzwasserlandschaft.